# 大桑層
大桑層（おんまそう、Omma Formation）は石川県金沢市から富山県小矢部市にかけて分布する新生代第四紀前期（約1.7-0.8Ma）の地層であり、水酸化鉄（II）イオンを含む、細粒砂岩で構成されている。模式露頭が石川県金沢市大桑町の大桑貝殻橋から大桑橋までの犀川河床まで広がる。

## 概要
模式露頭の大桑層は層厚約210mで、岩相・貝化石群集から下部・中部・上部に分けられる。各部はさらに4.1万年周期の地軸の傾きによる氷河性海水準変動に起因する堆積シーケンスの累重からなる。これらの堆積シーケンスは酸素同位体ステージ56から21.3に対比される。典型的な堆積シーケンスは層厚が約7mで、下位より貝化石密集層、淘汰の良い細粒砂岩、泥質細粒～極細粒砂岩、淘汰の良い細粒砂岩の順に重なる。密集層基底の侵食面はラビンメント面で、シーケンス境界、海進面でもある。1つの堆積シーケンスでは寒水系種を主体とする貝化石群集から、暖水系種を主体とする貝化石群集へと変遷し、再び寒水系種を主体とする貝化石群集が現れる。この貝化石群集の変遷は1つの堆積シーケンスの堆積深度は約20-30mから約100-120mまで変化したことを示唆する。

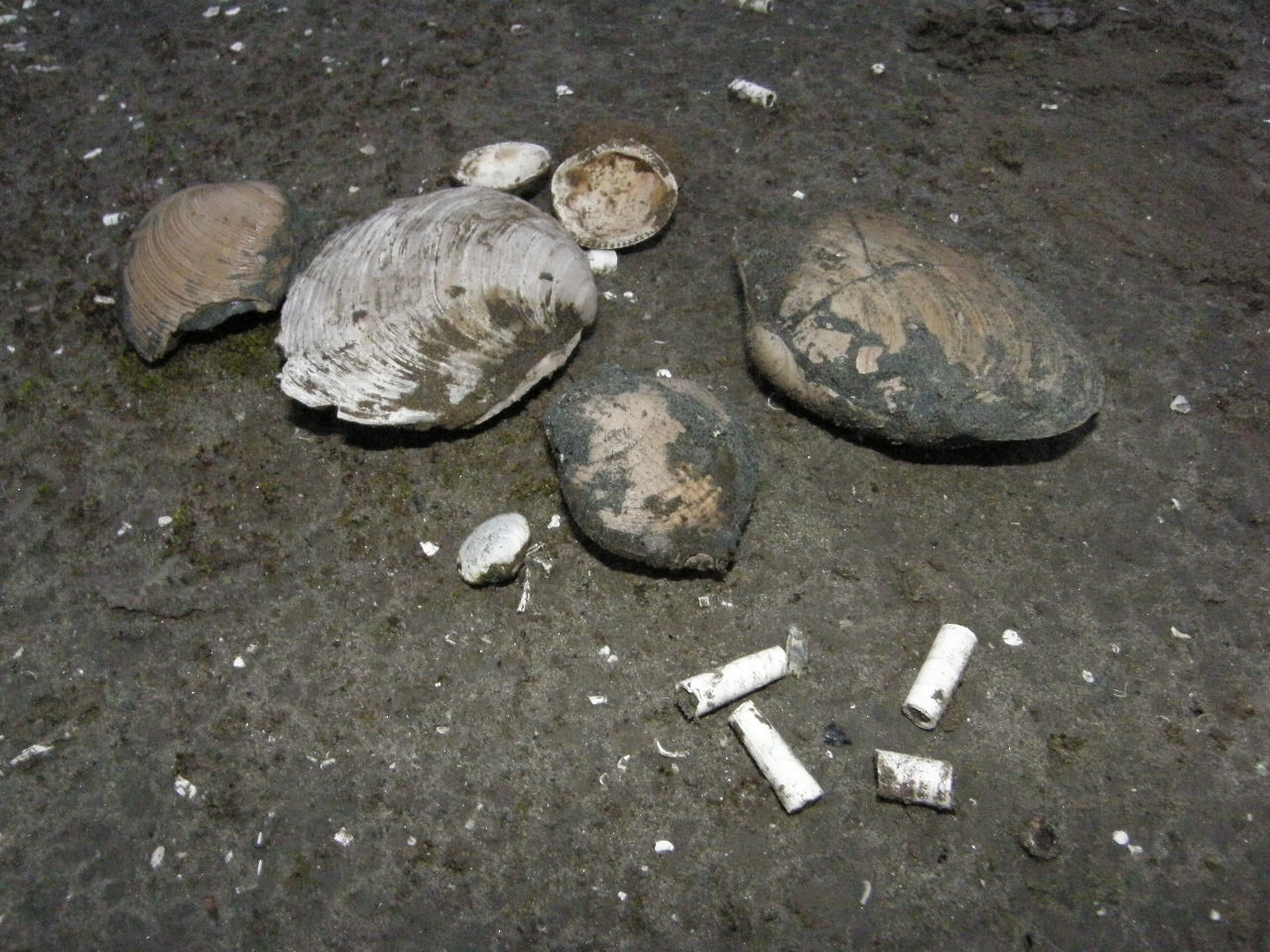
犀川大桑層で発掘された貝の化石。

大桑層の貝化石群集の変遷はまた、間氷期ごとに対馬海流が日本海に流入するようになったのが酸素同位体ステージ59 (1.7Ma) からであることを示唆する。これは日本海南方海峡が1.7 Ma に出現したこと、つまり、この時から日本が現在のような島嶼になったことを意味する。現在の対馬海峡より西150kmに位置するチェジュ (済州) 島の化石記録から、南方海峡は、対馬海峡より南に位置し、その形成過程は2 Ma頃に始まったフィリピン海プレートの沈み込み方向の変化に伴う沖縄トラフ北縁部のリフティングに関連すると解釈されている。

## クジラの頭骨など発見
2014年5月10日、クジラの頭骨の大部分が原形をとどめ発見された。過去にも断片的なクジラの骨は見つかっていたが、今回の発見ほどの大きなものはなかった。下顎を地表に向けた状態で体長は約1.9m、幅約1.3m。発見者は三重大学准教授栗原行人と楓達也（瑞浪市化石博物館（岐阜県）ボランティアスタッフ）で、2人が大桑層を調査中、楓が脊椎動物の化石を発見、石川県立自然史資料館が連絡を受け調査、クジラの後頭部にある聴骨胞を確認しクジラ類と判断。7月14日には発掘現場で学芸員、専門家らによる、マスメディア向けの説明会が開催された。

## 参考サイト
- 北村晃寿, 「模式露頭における下部更新統大桑層基底の不整合面と最下部の貝化石群集」『地質学雑誌』 1997年 103巻 8号 p.763-769, doi:10.5575/geosoc.103.763
- 北村晃寿「金沢市周辺の大桑層の堆積サイクル (金沢市周辺の大桑層と卯辰山層の研究)」『北陸地質研究所報告』第5号、北陸地質研究所、1996年、211-244頁、ISSN 09181814、NAID 120000817154。
- 中期更新世気候変換期(MPT)における汎世界的海水準変動 北村研究室
- 松浦信臣「金沢地域の大桑層産脊椎動物化石 (金沢市周辺の大桑層と卯辰山層の研究)」『北陸地質研究所報告』第5号、北陸地質研究所、1996年、55-87頁、ISSN 09181814、NAID 120000817149。